# 坂本咲
坂本 咲（さかもと さき、1997年3月7日 - ）は、東京都品川区出身の元女子競輪選手。日本競輪選手会神奈川支部所属、ホームバンクは川崎競輪場。日本競輪学校（当時。以下、競輪学校）第110期生。師匠は吉田晴行（59期）。

## 経歴
小学校時代から自転車競技を始めた。中学生のときにガールズサマーキャンプに参加し、東京都立美原高等学校進学後は2013年には日本自転車競技連盟強化指定選手に選ばれ、2014年高校総体女子500mタイムトライアル9位、女子ケイリン4位という実績を残した。進学して自転車競技を続けるか競輪選手になるか迷ったが、競輪選手の道に進んだという。
2014年12月24日、競輪学校第110回技能試験に合格。在校競走成績は12位（3勝）。
2016年7月1日、豊橋競輪場でデビューし3着。
2018年1月25日引退。